# Châtillon-sur-Chalaronne
Châtillon-sur-Chalaronne è un comune francese di 5 110 abitanti situato nel dipartimento dell'Ain della regione dell'Alvernia-Rodano-Alpi.

## Società

### Evoluzione demografica
Abitanti censiti